# قاي نابير
قاي نابير (بالإنجليزية: Guy Napier)‏ (26 يناير 1884 - 25 سبتمبر 1915) هو لاعب كريكت بريطاني (وحمل سابقاً جنسية المملكة المتحدة لبريطانيا العظمى وأيرلندا). لعب مع Europeans cricket team ‏.

## وصلات خارجية
- قاي نابير على موقع إي آس بي آن كريك إنفو (الإنجليزية)